# Dysoxylum poilanei
Dysoxylum poilanei är en tvåhjärtbladig växtart som beskrevs av François Pellegrin. Dysoxylum poilanei ingår i släktet Dysoxylum och familjen Meliaceae. Inga underarter finns listade i Catalogue of Life.